# Національний день камінг-ауту
Національний день камінг-ауту - це щорічний день поінформованості ЛГБТ, який відзначається 11 жовтня, для підтримки лесбійок, геїв, бісексуалів, трансгендерів, пансексуалів та інших (ЛГБТ) людей (а іноді й інших груп, як правило, згрупованих у ЛГБТ+-спільноті), щоб зробити камінг-аут.  Вперше відзначався у Сполучених Штатах у 1988 році, ідея була заснована на феміністичному та визвольному русі геїв та лесбійок та акценті на тому, що найосновніша форма активізму - вихід до сім’ї, друзів та колег та жити відкрито як лесбійка або гей.  Основоположне переконання полягає в тому, що гомофобія процвітає в атмосфері тиші та невігластва, і що коли люди дізнаються, що у них є знайомі лесбійки або геї, вони не будуть дотримуватись гомофобських поглядів. 

## Історія
Національний день камінг-ауту був заснований в 1988 році Робертом Айхбергом та Джин О'Лірі. Айхберг, який помер у 1995 році від ускладнень від СНІДу, був психологом з Нью-Мексико та засновником семінару особистісного зростання "Досвід". О'Лірі була відкритою лесбійською політичною лідеркою та активісткою з Нью-Йорка, а на той час була головою Національної адвокатської групи з прав геїв у Лос-Анджелесі.  ЛГБТ-активісти, включаючи Айхберга та О'Лірі, не хотіли захищатись від анти-ЛГБТ-дії, оскільки вважали, що це буде передбачувано. Це змусило їх створити Національний день камінг-ауту, щоб зберегти позитив і відзначати визволення.  Дата 11 жовтня була обрана, оскільки це річниця Національного маршу 1987 року у Вашингтоні за права лесбійок та геїв. 
Спочатку під керівництвом представництв Національних прихильників прав геїв у Західному Голлівуді, перший Національний день камінг-ауту пройшов у вісімнадцяти штатах, заручившись висвітленням у національних ЗМІ. У 1990 р. свято відбулось у всіх 50 штатах та семи інших країнах. Участь продовжувала зростати, і в 1990 році Національний день камінг-ауту об'єднав свої зусилля з Кампанією за права людини. 